# Devaradže
Devaradže (kitajsko tjanvangi, japonsko ši-teni) je sanskrtski izraz, ki pomeni nebesni kralji.
Pri budistih izraz devaradže pomeni Budove telesne stražarje, ki varujejo pred nevarnostmi sveta, in opazovalce sveta, ki bogovom poročajo o romanju ljudi. Kot štirje varuhi sveta vladajo v Meruju in nadzorujejo štiri strani neba pred vdorom demonov. K njim spadajo Dhritarašta, Virudhaka, Virupakša in Vajšravana. Vsakega od njih spremljajo nadzemna bitja in vsak je oče 91 sinov. Njihovi kipi so v vsakem kitajskem in japonskem templju.